# Tom Verlaine
Tom Verlaine, właśc. Thomas Miller (ur. 13 grudnia 1949 w Morristown, zm. 28 stycznia 2023 w Nowym Jorku) – amerykański wokalista, gitarzysta, kompozytor i autor tekstów piosenek. Współzałożyciel i lider zespołów The Neon Boys i Television, a także występujący pod własnym nazwiskiem.

## Życiorys
Miller urodził się i wychował w Morristown (New Jersey). W młodości uczył się gry na pianinie, a jego zainteresowanie muzyką rockową nastąpiło po usłyszeniu piosenki „19th Nervous Breakdown” The Rolling Stones. Od najmłodszych lat miał również zamiłowanie do poezji i do pisania. W 1968 on i jego kolega Richard Meyers (znany później jako Richard Hell; obaj poznali się w szkole z internatem w Hockessin w stanie Delaware) porzucili szkołę i przeprowadzili się na nowojorski Lower East Side, gdzie później spotkali Billy’ego Ficcę i stworzyli trio The Neon Boys. Miller przyjął artystyczny pseudonim Verlaine – zapożyczając go od francuskiego poety Paula Verlaine’a. W 1973 po dojściu do zespołu Richarda Lloyda, zmieniono nazwę z The Neon Boys na Television. W latach 1977–1978 muzycy nagrali singel oraz dwa albumy (Marquee Moon i Adventure), po czym zawiesili działalność.
W 1979 Verlaine wydał swój debiutancki album solowy Tom Verlaine, który promowała piosenka „Kingdom Come”. Kolejna płyta Dreamtime z 1981 zdobyła dużą popularność trafiając na amerykańskie listy przebojów. Wydawnictwa: Words from the Front (1982) oraz Cover (1984) wzbudziły zachwyt brytyjskiej prasy muzycznej, która sugerowała Verlaine’owi, przeprowadzkę do Londynu. Trzy lata później powrócił albumem Flash Light, który uważany jest przez krytyków muzycznych za największe jego osiągnięcie. Po wydaniu The Wonder reaktywował na dwa lata Television z którym nagrał płytę Television. W 1994 skomponował muzykę do filmu Kaliber 45. W drugiej połowie lat 90. nawiązał ponowną współpracę z Patti Smith (w 1974 pracowali razem przy jej debiutanckim singlu „Piss Factory”) i wziął udział w nagraniu jej płyt: Gone Again oraz Gung Ho. W 2001 wznowił działalność koncertową z Television. W 2006 wydał dwa albumy zawierające premierowy materiał: Songs and Other Things oraz Around.

## Dyskografia
- Tom Verlaine (1979)
- Dreamtime (1981)
- Words from the Front (1982)
- Cover (1984)
- Flash Light (1987)
- The Wonder (1990)
- Warm and Cool (1992)
- Songs and Other Things (2006)
- Around (2006)

### z Television
- Marquee Moon (1977)
- Adventure (1978)
- Television (1992)

### z The Neon Boys
- That’s All I Know (Right Now) (1980)